# Trachymyrmex irmgardae
Trachymyrmex irmgardae är en myrart som först beskrevs av Auguste-Henri Forel 1912.  Trachymyrmex irmgardae ingår i släktet Trachymyrmex och familjen myror. Inga underarter finns listade i Catalogue of Life.